# Хетерингтон, Тим
Тим Хетерингтон (англ. Tim Hetherington; 5 декабря 1970, Беркенхед — 20 апреля 2011, Мисурата) — британо-американский фотожурналист, погибший при освещении военных событий в Ливии.

## Ранние годы
Хетерингтон родился в 1970 году в Беркенхеде, рос в Саутпорте. Окончил Стоунихёрст-колледж, а также колледж Леди Маргарет Оксфордского университета. Связать свою жизнь с фотографией Хетерингтон решил после путешествия по Индии, Китаю и Тибету. Обучался фотоискусству под руководством Дэниеля Медоуса и Колина Якобсона в 1996 году в Кардиффе.

## Карьера
Первым шагом на поприще фотожурналистики для Хетерингтона стала работа штатным фотографом в лондонской газете The Big Issue. Несколько лет он провёл в Западной Африке, в частности в Либерии, Сьерра-Леоне и Нигерии, где документировал политические волнения и их влияние на повседневную жизнь. В 2006 году он работал в качестве следователя Комитета по санкциям в отношении Либерии Совета Безопасности ООН. В 2007 году Хетерингтон стал победителем международного конкурса фотожурналистов World Press Photo за фотографию измождённого американского солдата в бункере в Афганистане. Фото было сделано для журнала Vanity Fair, где он в то время работал фотографом. В 2007 и 2008 году Хетерингтон совершил несколько поездок в Афганистан вместе с писателем Себастьяном Юнгером, по итогам которых ими был снят военный документальный фильм «Рестрепо», представляющий собой хронику жизни небольшого американского отряда в долине Коренгал. Фильм был номинирован на «Оскар», а также получил награду на кинофестиваль «Сандэнс» в номинации лучший документальный фильм.

## Гибель
Тим Хетерингтон погиб 20 апреля 2011 года во время Гражданской войны в Ливии при обстреле города Мисурата. По одним данным, он был убит миномётным снарядом, по другим — погиб в результате обстрела из ручного противотанкового гранатомёта. Вместе с ним также был убит фотограф Крис Хондорс. В Ливии Тим работал над своим новым проектом о гуманитарных трудностях во время военных конфликтов. За день до смерти он опубликовал в Твиттере сообщение следующего содержания: «Нахожусь в осаждённом ливийском городе Мисрата. Беспорядочный артиллерийский огонь со стороны сил Каддафи. НАТО нет и следа».
Хетерингтон был помолвлен с Идиль Ибрагим, с которой планировал сыграть свадьбу в 2011 году.